# Museo Nacional de Historia Natural de Cuba
El Museo Nacional de Historia Natural de Cuba, situado en La Habana, es el museo nacional de Cuba en el ámbito de la historia natural. Se especializa en estudios y exposiciones de diversos temas como geología, paleontología, biología y geofísica.

## Exposiciones
El museo dedica la planta baja del edificio a exposiciones permanentes de carácter introductorio a la historia natural en general. Existen exposiciones de fósiles, mamíferos, invertebrados, historia de la evolución de la tierra y otras.

## Primera Planta

### Paleontología

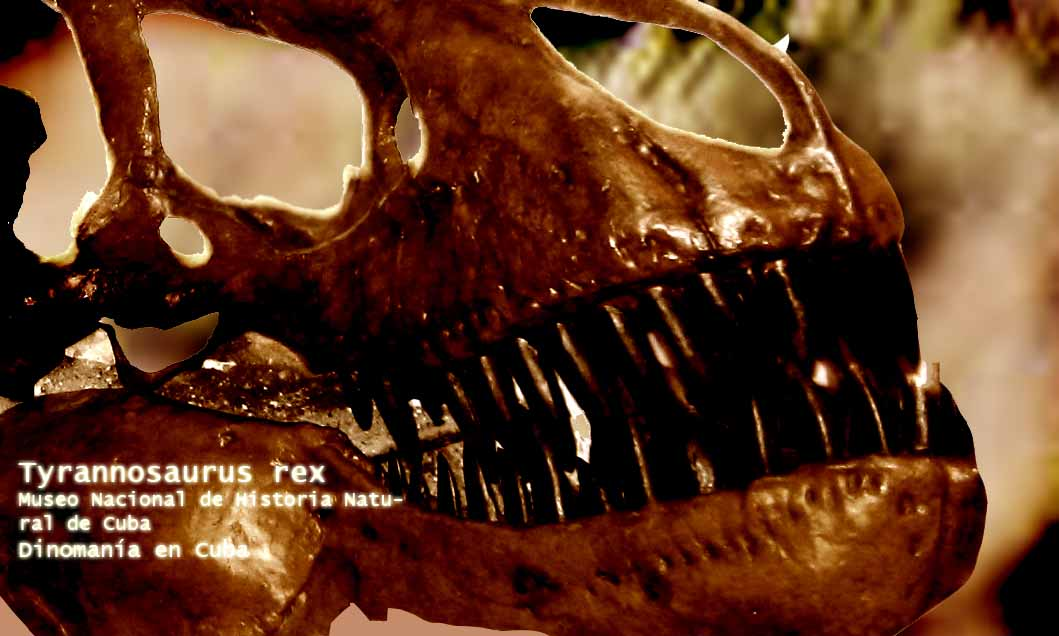
Cráneo de T. rex en el Museo Nacional de Historia Natural de Cuba.

En el piso inferior se encuentra al lateral izquierdo la Historia de La Tierra y La Vida que muestra la evolución paleogeográfica y paleontológica de La Tierra. Allí se muestra un mural de fondo con imágenes propias de las Eras Geológicas. Al frente hay fósiles, esquemas o réplicas de fósiles relacionados con el lugar.
Entre ellos un cráneo de Tyrannosaurus, inicialmente expuesto en el frente del museo, potente carnívoro.
Recientemente, se ha recuperado el fósil de un Megalocnus rodens, perezoso gigante cubano, dejado en exhibición al público luego de diversas mudadas. Es de los pocos montajes esqueléticos existentes, el otro se encuentra en el Museo Americano de Historia Natural.

### Zoología
Al lateral derecho se encuentra El Museo por Dentro y otras pequeñas exposiciones. Muchas de ellas de vertebrados e invertebrados cubanos.
Al fondo se aprecian reptiles, aves y mamíferos del mundo. Allí se recrea con un ambiente de numerosos animales disecados las regiones en que se divide esta sección.

### Geología
En el centro se encuentra una réplica en movimiento del planeta y maquetas y esquemas de geología, fallas y la Tectónica de Placas.

## Planta Alta
En el segundo piso se muestran colecciones de invertebrados cubanos, vertebrados y murciélagos. Además hay exposiciones de rocas y piedras semipresiosas u otras exposiciones temporales. Está un fragmento de un árbol petrificado hace millones de años, fósiles de reptiles marinos cubanos, peces y dugones. Están más al frente invertebrados fósiles como moluscos y equinodermos. Al fondo del lado derecho hay imágenes y fósiles de la megafauna del Cuaternario en Cuba.

## Colecciones biológicas y paleontológicas
Estas se encuentran en los pisos superiores y son área de estudio, oficinas y salones donde se guardan desde polimitas cubanas hasta imponentes cráneos del Peloneustes cubano.

## Colecciones geológicas
Se guardan diversos tesoros tanto geológicos como paleontológicos también. Muchos especialistas trabajan allí en todo tipo de cosas relacionadas con el estudio de las "Ciencias de La Vida y de La Tierra.

## Colecciones literarias
El museo cuenta con apoyo bibliográfico para proyectos de diversos tipos y un catálogo completo de todas sus colecciones.